# Österreichische Physikalische Gesellschaft
Die Österreichische Physikalische Gesellschaft (ÖPG) ist die Fachgesellschaft der österreichischen Physiker und als gemeinnütziger Verein mit Sitz in Graz organisiert.
Der 3. Absatz des Statuts lautet: „Der Verein soll der Förderung und der Verbreitung der physikalischen Wissenschaft in Forschung, Entwicklung und Unterricht dienen, die österreichischen Physiker aus allen Bereichen einander näher bringen und deren Gesamtheit nach außen vertreten“.

## Entstehung
Die österreichischen Physiker waren bis 1938 im Gauverein Österreich der Deutschen Physikalischen Gesellschaft organisiert. 1946 wurde eine österreichische physikalische Zeitschrift gegründet, die Acta Physica Austriaca, die von Fritz Kohlrausch und Hans Thirring 1948 erstmals herausgegeben wurde. Auf einer Grazer Physikertagung wurde am 13. Dezember 1950 beschlossen, eine eigene Gesellschaft zu gründen, zu deren Vorstandsvorsitzenden auf der ersten Jahreshauptversammlung 1951 Fritz Kohlrausch gewählt wurde.

## Tätigkeit
Jahreshauptversammlungen finden abwechselnd an den österreichischen Universitäts-Standorten statt. Seit 1953 finden auch gemeinsame Jahrestagungen mit der Deutschen Physikalischen Gesellschaft und der Schweizerischen Physikalischen Gesellschaft statt.
Für fachspezifische Teilbereiche gibt es Fachausschüsse, die mit den entsprechenden Teilen ausländischer Gesellschaften zusammenarbeiten und Fachtagungen veranstalten.
Es gibt
- elf Fachausschüsse:
  - Akustik
  - Medizinische Physik, Biophysik und Umweltphysik
  - Atom-, Molekül- und Plasmaphysik
  - Physik – Industrie – Energie
  - Festkörperphysik
  - Physik an Neutronen- und Synchrotronstrahlungsquellen
  - Kern- und Teilchenphysik
  - Polymerphysik
  - Physik und Schule
  - Quantenelektronik, Elektrodynamik und Optik
  - Oberflächen, Grenzflächen und dünne Schichten
- und drei Arbeitskreise:
  - Chancengleichheit Physik
  - Energie[4]
  - Young Minds

Die ÖPG gibt die vierteljährlich erscheinenden Mitteilungsblätter heraus, die über Aktuelles in der österreichischen Physik, wie Stellenausschreibungen der Universitäten oder Tagungstermine informieren.

## Preise
Jedes Jahr vergibt die ÖPG den Physikpreis an Nachwuchsphysiker, und zwar abwechselnd als Ludwig-Boltzmann-Preis auf dem Gebiet der theoretischen und als Fritz-Kohlrausch-Preis auf dem Gebiet der experimentellen Physik. Der Roman-Ulrich-Sexl-Preis wird an hervorragende Leistungen in Unterricht und Lehre vergeben.
Des Weiteren werden jedes Jahr Vorwissenschaftliche Arbeiten (VWA) von Schülerinnen und Schüler mit physikalischem Inhalt prämiert. Außerdem vergeben die folgenden Fachausschüsse der ÖPG Forschungspreise und/oder Förderungspreise für Dissertationen: der Fachausschuss Festkörperphysik, der Fachausschuss Kern- und Teilchenphysik und der Fachausschuss Oberflächen, Grenzflächen, dünne Schichten.